# Queen Anne’s megye
Queen Anne's megye az Amerikai Egyesült Államokban, azon belül Maryland államban található. Megyeszékhelye Centreville, legnagyobb városa Stevensville. Lakosainak száma 49 874 fő (2020. április 1.). Queen Anne’s megye Kent, Kent, Anne Arundel, Talbot és Caroline megyékkel határos.

## Népesség
A megye népességének változása:
| Lakosok száma | 47 873 | 48 368 | 48 542 | 48 517 | 48 904 | 49 874 |
|               | 2010   | 2011   | 2012   | 2013   | 2015   | 2020   |